# 全旺镇
全旺镇，是中国浙江省衢州市衢江区所辖的一个镇。 

## 下辖行政区
下辖：
楼山后村、马蹊村、黄毛畈村、柴公岗村、贺辂亭村、官山底村、全旺村、官塘村、红岩村、幸福源村、岩头村、里舍村、虹峰村和虹桥村。